# Сафет Сушич
Сафет Сушич (на босненски: Safet Sušić) е бивш босненски футболист и настоящ старши треньор на националния отбор по футбол на Босна и Херцеговина, който под негово ръководство достига за пръв път до право на участие на Световно първенство по футбол в Бразилия през 2014 г. В кариерата си като Футболист той играе на поста атакуващ полузащитник, отличаващ се с уменията си да прави голови асистенции, както и да бележи в противниковата врата. През 2010 г. е избран за най-добър футболист на ПСЖ за всички времена от читателите на френското футболно списание „Франс Футбол“. В ново гласуване сред читателите на списание „Франс Футбол“ през 2012 г. Сушич е избран за най-добър чуждестранен футболист на всички времена във френското първенство по футбол. Неслучайно той е смятан за един от най-значимите футболисти в Европа за своето време.
Започва кариерата си в местния Кривая, където едва на 16 години започва да играе в първия отбор. През сезон 1972/73 г. е играч на сараевския ФК Сараево – отначало като юноша, а на 3 август 1973 г. дебютира при мъжете.
Сушич дебютира за представителния тим на Югославия (СФРЮ) на 5 октомври 1977 г. в Будапеща срещу отбора на Унгария. В този мач той отбелязва 2 гола. На следващия мач срещу Румъния постига първия си хеттрик. Следва още един срещу Италия в Загреб през юни 1978 г., а след два месеца в Белград вкарва гол на тогавашния световен първенец Аржентина. През 1979 г. е избран за на-добър спортист на Босна и Херцеговина и за най-добър футболист на Югославия. Получава Шестоаприлската награда на град Сараево през 1981 г.
През 1982 г. Сушич преминава в парижкия Пари Сен Жермен (ПСЖ), където остава девет години. Според някои привърженици на ПСЖ, Сушич е един от най-добрите футболисти в кратката история на ПСЖ – клубът е основан през 1970 г. Босненският футболист е част от отбора, който придобива голяма известност през 1980-те.
Сушич приключва окончателно футболната си кариера през 1992 г., когато е на 37 години и играе за френския аматьорски четвъртодивизионен парижки отбор ФК Ред Стар 93. Според Сушич, негова неизпълнена мечта е да играе за Босна и Херцеговина.
След като приключва състезателната си кариера като футболист, Сушич работи като треньор. Той е бил начело на френския АС Кан, турския Истанбулспор и на няколко отбори от Саудитска Арабия.
По-големият брат на Сафет се казва Сеад Сушич. Той също е бил футболист и е обличал представителния екип.
През 2000 г. е включен в списъка на УЕФА по случай 50-годишнината на организацията, като по този начин е определен за най-великия босненски футболист за последния половин век.